# Feuerwehr Brüssel

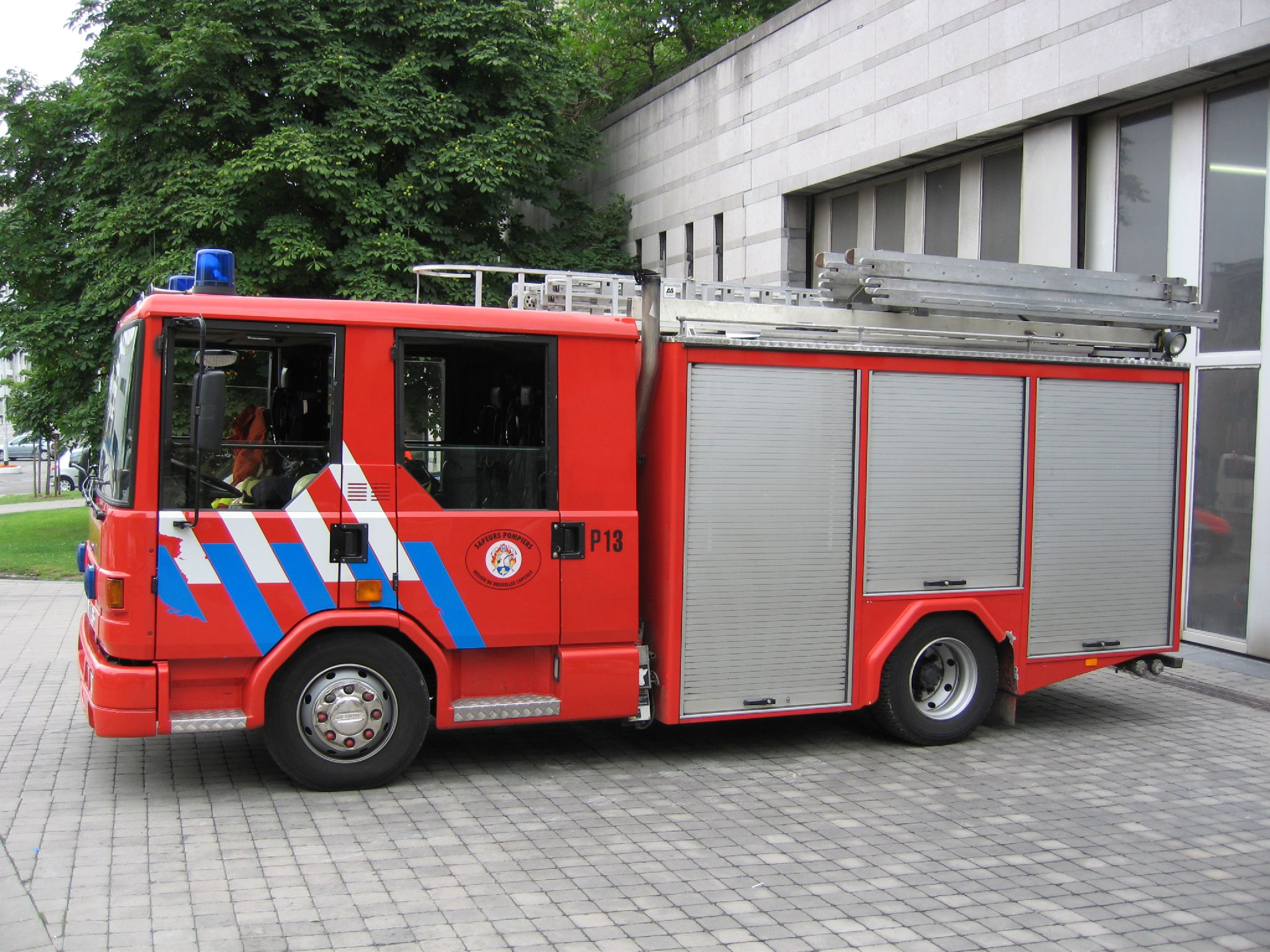
Fahrzeug der Feuerwehr Brüssel

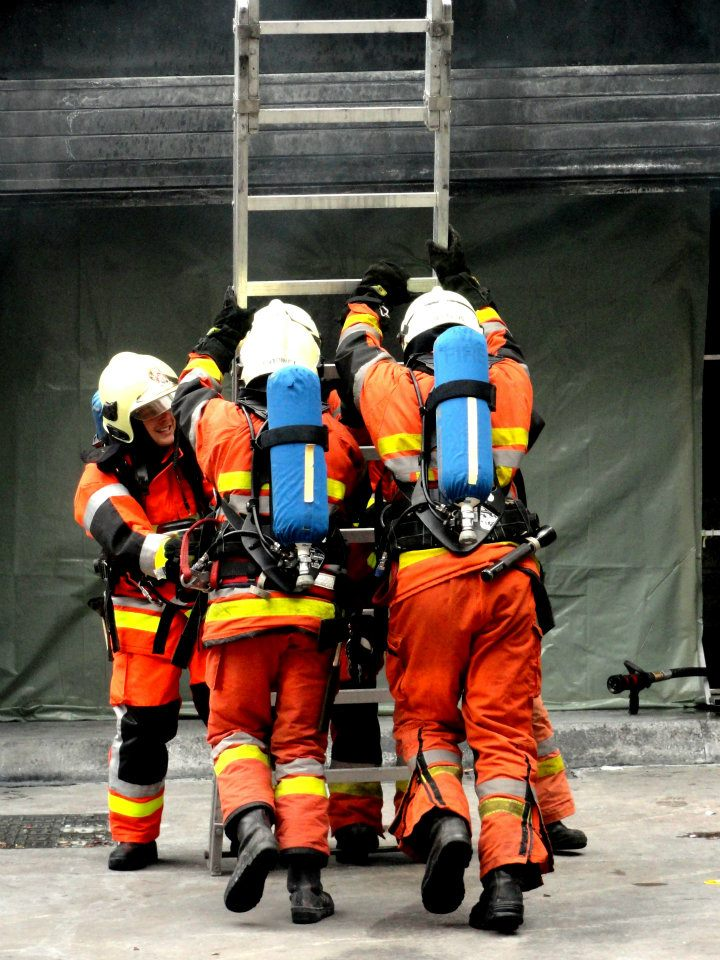
Übung der Feuerwehr Brüssel

Die Feuerwehr Brüssel (französisch: Service d'Incendie et d'Aide médicale urgente de la Région de Bruxelles-Capitale, kurz SIAMU, niederländisch: Brusselse Hoofdstedelijke Dienst voor Brandbestrijding en Dringende Medische Hulp) ist die Feuerwehrorganisation in der zweisprachigen Region Brüssel-Hauptstadt. Ihre Aufgaben umfassen sowohl die Brandbekämpfung, den Rettungsdienst als auch technische Hilfeleistung. 

## Geschichte
Die Feuerwehr in der damals französischen Stadt Brüssel wurde am 15. August 1800 vom Magistrat als Teil der Nationalgarde gegründet. Sie war die erste Berufsfeuerwehr im heutigen Belgien und umfasste 100 Mann. Im Jahr 1857 entstand das Korps von Anderlecht, dem bald Schaerbeek, Molenbeek-Saint-Jean, Ixelles und schließlich Laeken folgten. Im weiteren Verlauf des 19. Jahrhunderts bildeten sich zudem um Brüssel auch Freiwillige Feuerwehren auf Ebene der Gemeinden. Die Freiwilligen Feuerwehren der Region Brüssel wurden 1973 mit der Berufsfeuerwehr Brüssel zusammengeschlossen. Nach der Einrichtung der Region Brüssel-Hauptstadt im Rahmen der Staatsreformen in Belgien wurden die Zuständigkeiten für die Brandbekämpfung und die medizinische Nothilfe am 12. Juli 1989 auf die Regionalbehörde übertragen.

## Organisation
Da die Feuerwehr der Region Brüssel-Hauptstadt eine eigene Organisationseinheit innerhalb der Feuerwehren in Belgien bildet, gelten dort häufig andere Verfahren und Vorschriften als im restlichen Belgien. Ein Beispiel: In Brüssel sind die einfachen Feuerwehrleute mit orangefarbener Einsatzkleidung ausgestattet und die Einsatzleiter tragen braune Kleidung, während dies im übrigen Belgien umgekehrt ist. 